# Bolants
Bolants és una partida del terme municipal de Tremp, al Pallars Jussà, dins de l'antic terme ribagorçà de Sapeira.
Està situada a la vall del barranc d'Esplugafreda, a l'esquerra d'aquest barranc. És en els contraforts septentrionals de la muntanya de Sant Cosme, al sud-oest d'on el barranc dels Botets aflueix en el d'Esplugafreda.
Al nord seu, a l'altre costat de la vall i davant mateix, hi ha el paratge de lo Seix.